# بنك كابول الجديد
بنك كابول الجديد هو بنك في أفغانستان وله فرعه الرئيسي في العاصمة كابول. تأسس عام 2004 كبنك كابول، أول بنك خاص في أفغانستان. بعد الفساد والفضائح تم إعادة تأسيسه في عام 2011 ليكون بنك كابول الجديد.
وهو البنك المختص لدفع رواتب الجيش الوطني الأفغاني وقوات الأمن الأفغانية. يوفر البنك تسهيلات للاحتفاظ بحسابات في الودائع الجارية وبنك التوفير والودائع الثابتة؛ ويقدم فرعها للمستهلكين وخدمات ماكينات الصراف الآلي. يخضع البنك لإشراف البنك المركزي الأفغاني (بنك أفغانستان دا)، والمديرية العامة للخزانة الأفغانية، ووزارة المالية الأفغانية.

### تأسست في عام 2004

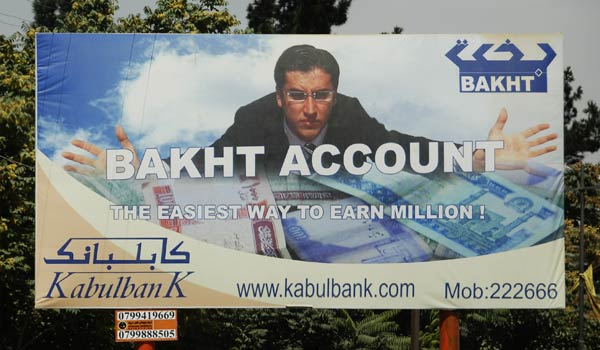
إعلان لحساب البخت

## روابط خارجية
- الموقع الرسمي لبنك كابول الجديد